# Tsuru Norihiro
Tsuru Norihiro  (都留 教博, つる のりひろ) là nhà soạn nhạc kiêm nghệ sĩ vĩ cầm người Nhật Bản. Ông đã sáng tác nhạc cho một số bộ anime, bao gồm The Heroic Legend of Arslan, Mermaid's Forest và Mermaid's Scar.
Ông phát hành album đầu tiên "月 を つ く っ た 男" vào năm 1989. Năm 1990, Ông thành lập nhóm nhạc Acoustic Cafe (không liên quan đến chương trình phát thanh Acoustic Café của Mỹ).  Nhóm nhạc này theo đuổi phong cách New-age.
Acoustic Café có 3 thành viên, nghệ sĩ cello Ayako, nghệ sĩ dương cầm Rie Nishimoto và nghệ sĩ violin kiêm đánh đàn Norihiro Tsuru.
Last Carnival là tác phẩm độc lập nổi tiếng nhất của ông. Bản nhạc được viết ở G-minor dành cho violin, cello và piano.

## Danh sách nhạc

### Album[8]
| Năm  | Tên đĩa                                                  | Nhãn đĩa     | Sáng tác                        |
| ---- | -------------------------------------------------------- | ------------ | ------------------------------- |
| 1991 | アルスラーン戦記 サウンドトラック                        | Sony / Epic  | Tsuru Norihiro, Yusa Mimori     |
| 1992 | The Heroic Legend of Arslān II Original Soundtrack       | Sony Records | Tsuru Norihiro                  |
| 1993 | The Heroic Legend of Arslān III • IV Original Soundtrack | Sony Records | Tsuru Norihiro                  |
| 1995 | The Best of Arslān                                       | Sony Records | Tsuru Norihiro                  |
| 1998 | Gemini                                                   | Pioneer      | Tsuru Norihiro, Nakamura Yuriko |
| 1998 | Progress                                                 | Pioneer      | Tsuru Norihiro, Nakamura Yuriko |

### Acoustic Café
- Acoustic Café: For Your Loneliness (2001)
- Acoustic Café: For Your Memories (2003)